# Розумний задум
Розумний задум (англ. intelligent design, ID) — концепція, в межах якої стверджується, що певні характеристики Всесвіту та живих організмів найкраще пояснюються розумною причиною, а не такими неспрямованими процесами як природний добір; одна з форм креаціонізму та антиеволюціонізму.
Є телеологічним аргументом. Найвідомішими аргументами на захист цієї концепції є ідеї «неспрощуваної складності» (англ. irreducible complexity) та «специфічної складності» (англ. specified complexity).
Науковою спільнотою вважається псевдонауковою концепцією.
Тим не менш, псевдонауковість «розумного задуму» не є перешкодою для віри, що певне божество (Бог) створило світ і життя через великий вибух, абіогенез, еволюцію та природний відбір у рамках мільярдів років, але це питання стосується не природничої науки, а теології і філософії.

## Неспрощувана складність
Термін «неспрощувана складність» увів американський біохімік Майкл Бігі у своїй книзі Darwin's Black Box: The Biochemical Challenge to Evolution («Чорний ящик Дарвіна: біохімічний виклик для еволюції»), виданій 1996 року, де він дав таке визначення:
Під неспрощувано складною [системою] я маю на увазі таку єдину систему, яка складається з декількох добре припасованих, взаємодіючих між собою частин, які в сукупності виконують основну функцію таким чином, що видалення будь-якої з них приведе до припинення ефективного функціонування цієї системи.

Як приклад неспрощувано складної системи Бігі приводить звичайну мишоловку: якщо прибрати будь-яку з її частин, вона перестане працювати.

За його словами, такі системи не можуть бути утворені напряму:
Неспрощувано складна система не може бути утворена напряму (тобто, шляхом поступового покращення початкової функції, яка продовжує працювати завдяки тому самому механізмові) через незначні, поступові модифікації системи-попередника тому, що будь-яка система-попередник неспрощувано складної системи, у якої відсутня певна частина, є за визначенням нефункціональною.
Також він відкидає й непряму еволюцію (пов'язану зі зміною функції та механізму дії) таких систем:
При зростанні складності взаємодійної системи [...] ймовірність такого непрямого шляху стрімко падає.
Іншими словами, він використовує неспрощувану складність системи для того, щоб виключити (як концептуально неможливі) прямі еволюційні шляхи (що не включають змін функції або механізму дії), а надзвичайну складність цієї системи для того, щоб виключити (як малоймовірні) непрямі еволюційні шляхи. Цим самим він намагається показати неспроможність поступової еволюції (дарвінівського градуалізму) пояснити походження цих систем.
Прикладами таких неспрощувано складних систем Біхі та інші прихильники концепції розумного задуму вжають бактеріальний джгутик, імунну систему, систему зсідання крові та ін..

Схематичне зображення бактеріального джгутика

Книга Бігі та його концепція неспрощуваної складності викликали чималу критику з боку академічної спільноти.

## Визначена складність
В рамках концепції розумного задуму поняття «визначеної складності» (англ. Specified complexity) було розроблено математиком, філософом і богословом Вільямом Дембським. На думку Дембського, якщо деякий об'єкт має певний рівень складності, то можна показати, що він був створений розумним творцем, а не виник в результаті природних процесів. Для пояснення наводиться такий приклад: буква алфавіту визначена (має сенс), але не складна, пропозиція з випадкового набору букв складна, але не визначена (не має сенсу), сонет Шекспіра і складний, і визначений. Цей же принцип може бути застосований, на його думку, і до біологічних об'єктів, особливо до послідовностей ДНК.

## Тонка настройка Всесвіту
Прихильники концепції розумного задуму вважають, що наявні фундаментальні фізичні константи зумовлюють існування життя. Якби вони хоч трохи відрізнялися, то життя було б неможливе. На їхню думку, необхідний «розумний інженер-конструктор», який забезпечив би «настройку» цих констант.

## Молекулярні механізми
Наявність в клітині певних структур, які схожі на механізми, що проєктуються сьогодні людьми, свідчить про існування розумного Конструктора клітини.

## Частини, які використовуються повторно
Люди у своїй роботі та творчості нерідко повторно використовують моделі, які зарекомендували себе надійними та прекрасно працюють. Форми життя також повторно використовують певні структури (наприклад, очі типу фотокамери). Це є свідченням загального Творця природи.

## Зворотне проєктування
Щоб зрозуміти біологічні системи, молекулярним біологам часто доводиться відтворювати їх за допомогою «зворотного інжинірингу» (створення аналога вироби шляхом розбирання зразка і копіювання його елементів). Це свідчить це про те, що ці біологічні системи спочатку були спроєктовані.

## Проблема інформації в біології
Пояснити існування складних біологічних структур, наповнених інформацією, нематеріальною субстанцією, можна лише наявністю нематеріального Творця.
Існування законів логіки, які діють однаково у кожний момент часу й у кожній точці простору, не тільки доказує існування розумного Творця, але й робить можливим функціонування науки як процесу логічних роздумів і умовиводів.